# Gare de Sedan
Gare de Sedan – stacja kolejowa w Sedan, w departamencie Ardeny, w regionie Grand Est, we Francji.
Jest stacją Société nationale des chemins de fer français (SNCF), obsługiwaną przez pociągi TGV i TER Champagne-Ardenne.